# Црква Светог пророка Илије у Гложју
Црква Светог пророка Илије у Гложју, насељеном месту на територији општине Босилеград, православни је храм који припада Епархији врањској Српске православне цркве.
Црква посвећена Светом пророку Илији подигнута је 1936. године. Представља једнобродну грађевину, сведену кровом на две воде, са куполом конструисаном изнад наоса. Сазидана је од камена. Са северозападне стране цркве налази се звоник, чија је основа саграђена од камена, док је горња конструкција од дрвета.
У цркви се налази иконостас, рад иконописца Теодосија К. Николића из Лазаропоља 1936. године. На иконостасу се налазе 22 иконе и 3 појединачне иконе насликане око 1880. године, које потичу из Русије.